# Schuttannenberge

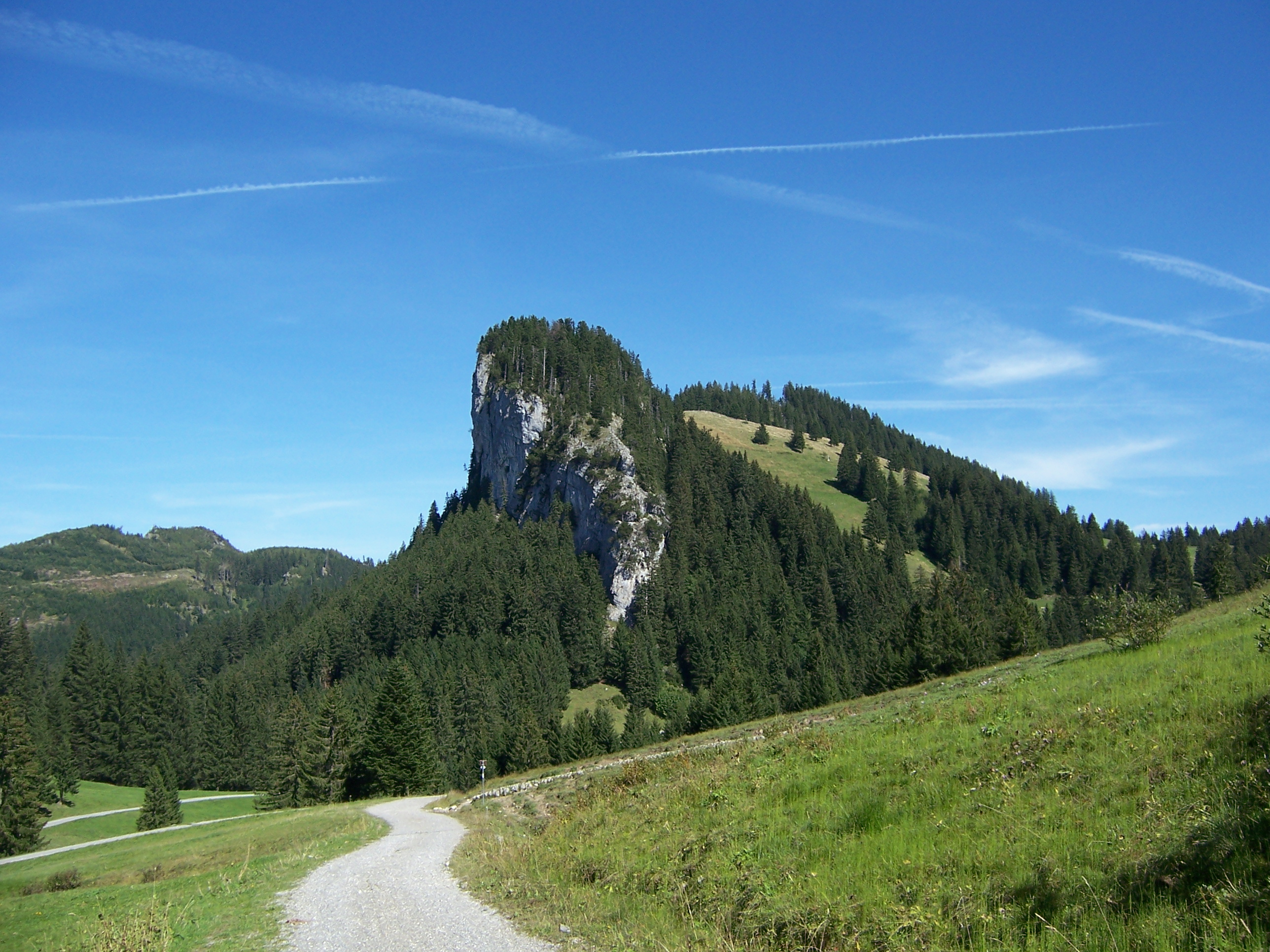
Schöner Mann

Die Schuttannenberge, in der Geologie auch Staufenspitzgruppe genannt, sind eine Gebirgsgruppe im österreichischen Bundesland Vorarlberg. In der internationalen vereinheitlichten orographischen Einteilung der Alpen (SOIUSA) ist sie eine von 13 Untergruppen des Bregenzerwaldgebirges.

## Einordnung
| Einordnung nach SOIUSA | Einordnung nach SOIUSA | Einordnung nach SOIUSA                                  |
| ---------------------- | ---------------------- | ------------------------------------------------------- |
| Teil                   | II                     | Ostalpen                                                |
| Sektor                 | II/B                   | Nördliche Ostalpen                                      |
| Abschnitt              | 22                     | Bayerische Alpen                                        |
| Sektor                 | 22/A                   | Allgäuer und Bregenzer Alpen                            |
| Unterabschnitt         | 22.I                   | Bregenzerwaldgebirge                                    |
| Obergruppe             | 22.I.A                 | Westliches Bregenzerwaldgebirge                         |
| Gruppe                 | 22.I.3                 | Ebniter und Schuttanner Berge (Kugel-Schuttannen-Kette) |
| Untergruppe            | 22.I.3.b               | Schuttannenberge                                        |

## Lage und Umgrenzung

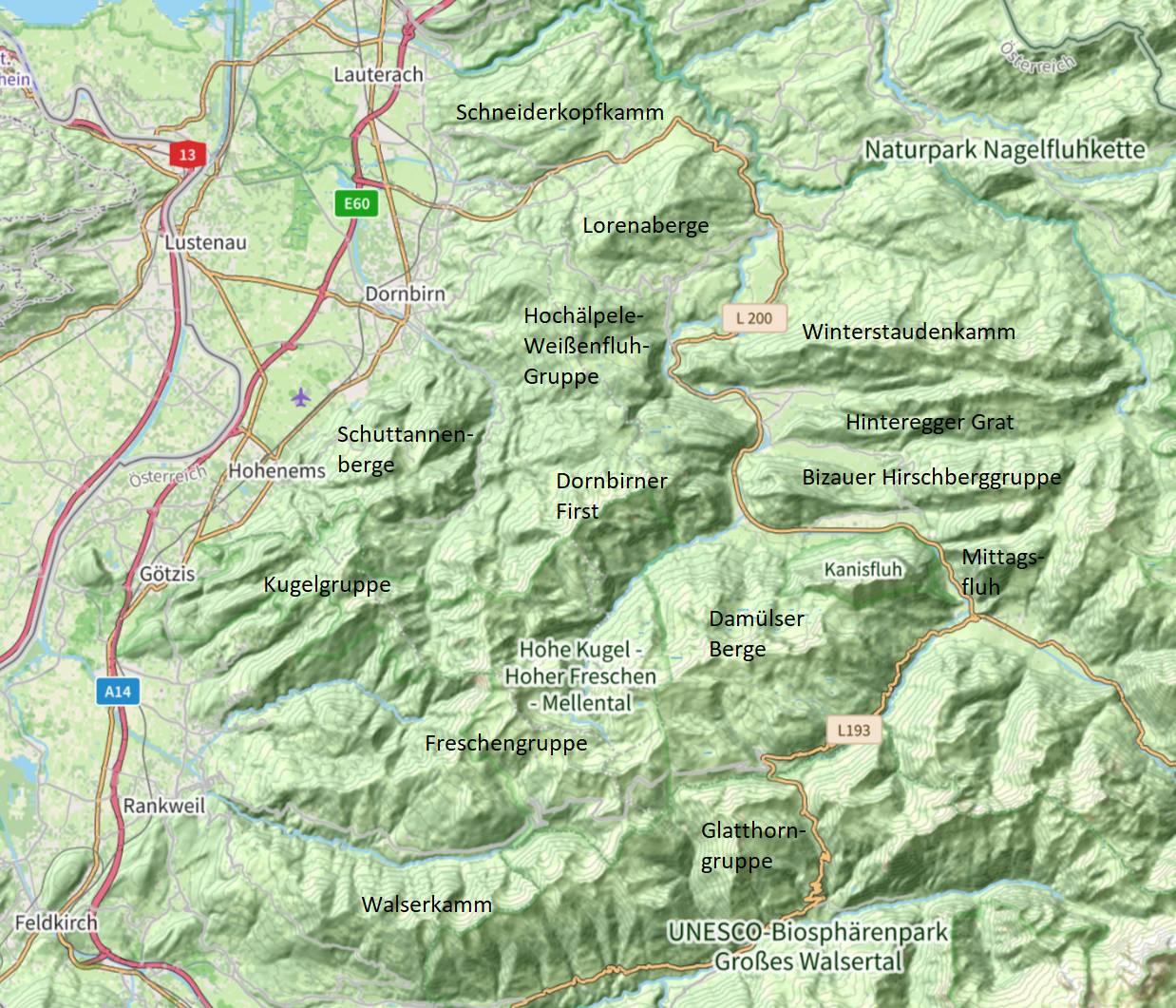
Lage der Schuttannenberge im Bregenzerwaldgebirge

Die Schuttannenberge liegen nördlich der Hohen Kugel zwischen dem Dornbirner First und dem Vorarlberger Rheintal. Nordöstlich grenzt die Hochälpele-Weißenfluh-Gruppe an, getrennt durch die Dornbirner Ach.
Die Umgrenzung erfolgt von Norden her im Uhrzeigersinn entlang der Linie Dornbirner Ach – Bruderbach – Fluhereck – Luchsfallabach – Finsternaubach – Stadtgebiet von Hohenems – Rheintalebene Stadtgebiet von Dornbirn. Im Zentrum der Berggruppe liegt die Alpe Schuttannen.
| Vorarlberger Rheintal |             | Hochälpele-Weißenfluh-Gruppe |
| Vorarlberger Rheintal |             | Dornbirner First             |
| Vorarlberger Rheintal | Kugelgruppe | Freschengruppe               |

## Geologie
Die Schuttannenberge gehören zur Helvetischen Zone. Sie bestehen aus relativ jungen Falten der Säntisgruppe. Geologisch ist die Berggruppe extrem vielfältig, geprägt von starker Faltung, geologischen Abbrüchen und Schluchten. Vorherrschende Gesteine sind Kieselkalk, Schrattenkalk, Jurakalk, Flysch und andere.
Die gelbe Wand am Breitenberg ist sehr steil und instabil, sie wird dauernd überwacht, um Felsstürze frühzeitig zu prognostizieren.

## Berge und Sättel

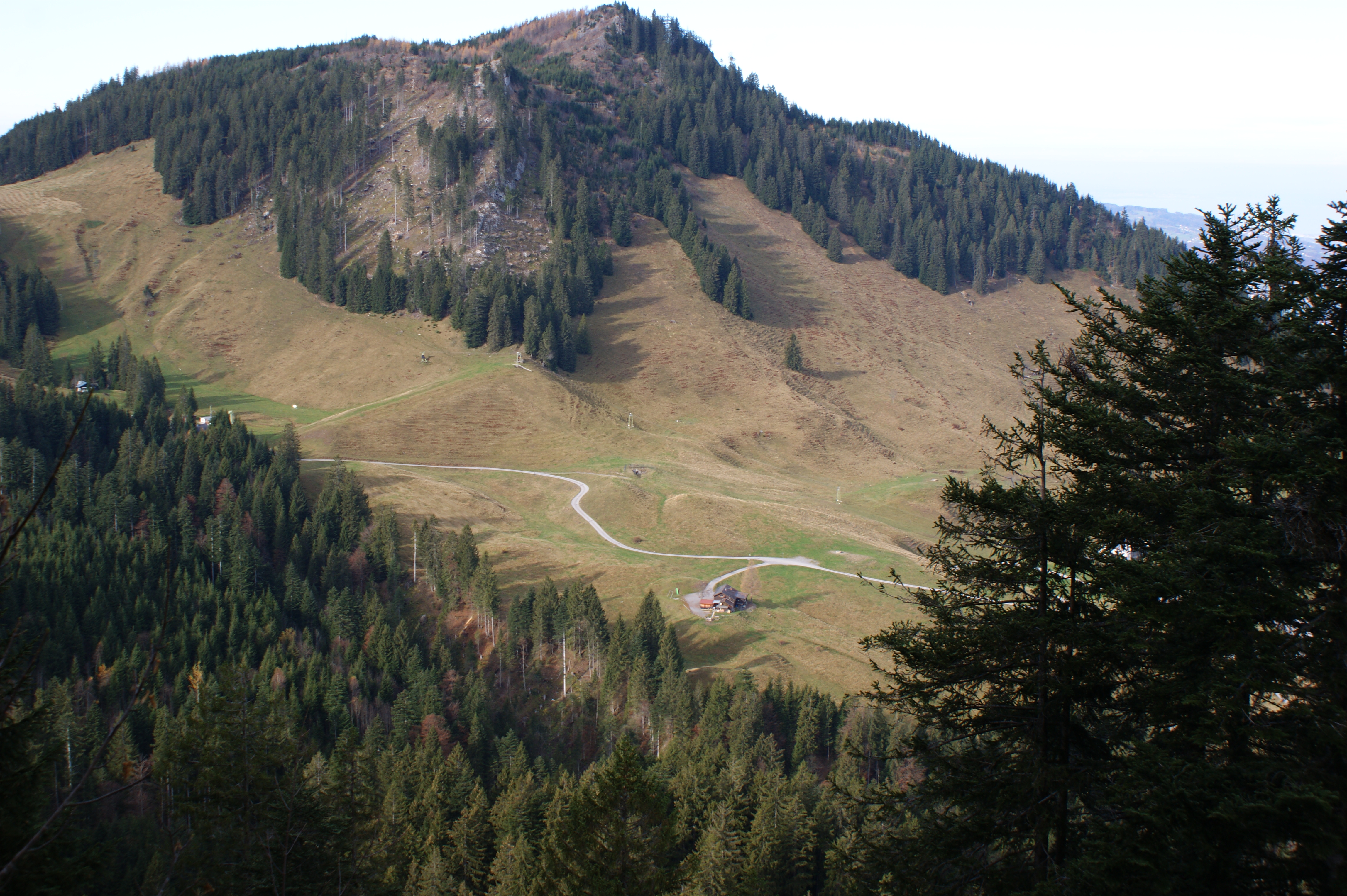
Schuttannen und Schwarzenberg

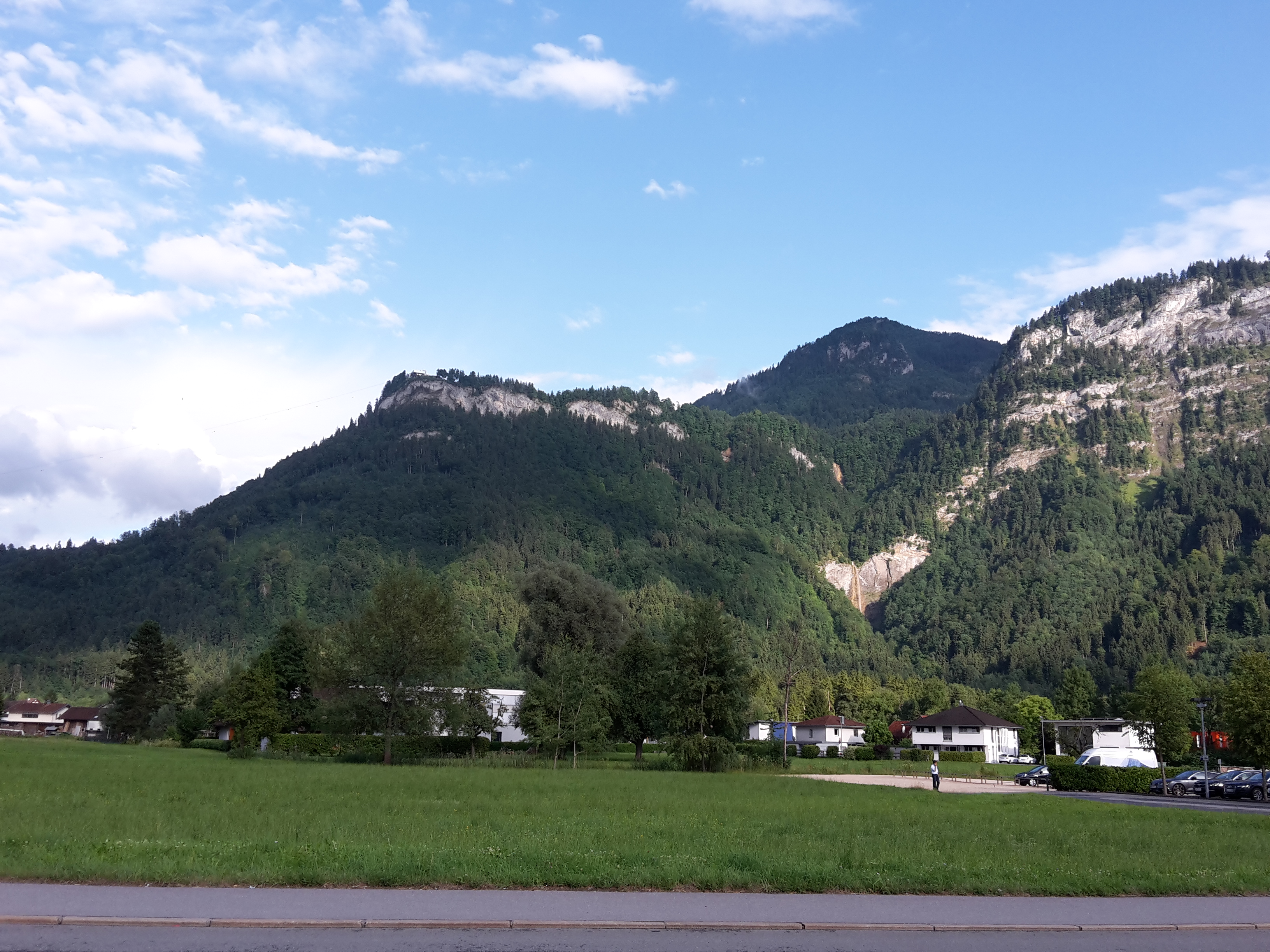
Schuttannenberge rheintalseitig, von Südwesten gesehen

Die Schuttannenberge haben drei Ketten, die von Nordost nach Südwest verlaufen. Die höchste Kette (Hauptkette) läuft von Fluhereck über den Schönen Mann und den Bocksberg. Die mittlere Kette besteht aus dem Schwarzenberg und dem Staufen. Dazwischen liegt die namensgebende Alpe Schuttannen. Am Rand des Rheintals ist eine sehr niedrige, aber rheintalseitig schroffe, steile und felsige Kette mit zahlreichen Steinbrüchen. In Hohenems direkt über der Stadt liegt der Schlossberg, der Breitenberg ist auf der Rheintalseite durch Steinbrüche fast senkrecht abgetragen, und in Dornbirn führt eine Seilbahn auf den Karren. In der folgenden Tabelle sind die benannten Gipfel und Sättel von Süden nach Norden aufgelistet.
|                       | Gipfel/Sattel | Höhe m ü. A. |
| --------------------- | ------------- | ------------ |
| Hauptkette            | Fluhereck     | 1275         |
| Hauptkette            | Schöner Mann  | 1532         |
| Hauptkette            | Bocksberg     | 1461         |
| mittlere Kette        | Schwarzenberg | 1475         |
| mittlere Kette        | Schuttannen   | 1150         |
| mittlere Kette        | Staufen       | 1465         |
| rheintalseitige Kette | Schlossberg   | 703          |
| rheintalseitige Kette | Breitenberg   | 1105         |
| rheintalseitige Kette | Karren        | 971          |

Weitere Berge sind der Große Löwenzahn (1319 m), Mittlerer Löwenzahn (1345 m), Kleiner Löwenzahn (1278 m), Strahlkopf (1366 m) und der Breitenkopf (837 m).

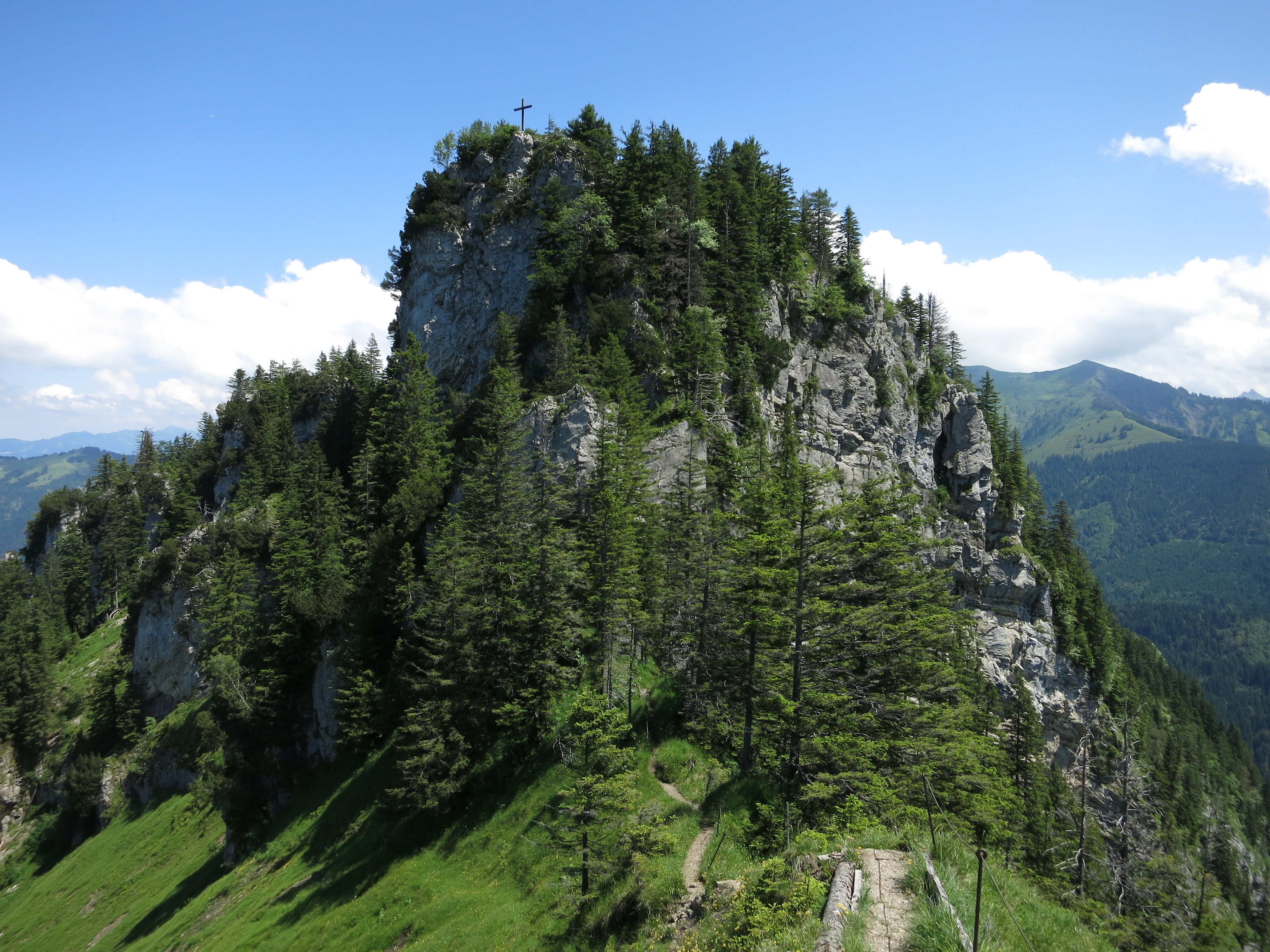
Bocksberg

## Tourismus
Auf den Karren führt die Karrenseilbahn, bei der Bergstation hat man einen Panoramablick auf das Vorarlberger Rheintal bis zum Bodensee und den Schweizer Bergen.
Die Rappenlochschlucht, der Staufensee und die Alplochschlucht sind beliebte Ausflugsziele im Sommer.
In Schuttannen ist ein Gasthaus und zwei Schilifte mit einem kleinen Schigebiet.
Der Ort Ebnit gehört zu Dornbirn und ist Ausgangspunkt für Wanderungen in die Schuttannenberge und auf die Hohe Kugel.
Von Hohenems aus gelangt man auf den Schlossberg mit mehreren Aussichtspunkten, dort steht die Burgruine Alt-Ems. Etwas weiter nordöstlich ist die Burg Neu-Ems oder Schloss Glopper. Noch weiter nordöstlich liegt auf einer Anhöhe die Ortschaft Ems Reute. Von hier führt eine Straße nach Schuttannen.
Westlich vom Schönen Mann ist ein beliebtes Klettergebiet an den Löwenzähnen: Kleiner Löwenzahn, mittlerer Löwenzahn, großer Löwenzahn und Stockzahn. Diese Felsformationen sind ein Naturdenkmal, Klettern ist aber bis auf Widerruf gestattet.

Am südlichen Rand der Schuttannenberge sind die Emser Hütte und die Jausenstationen Fluhereck und Pfarrers Älpele.

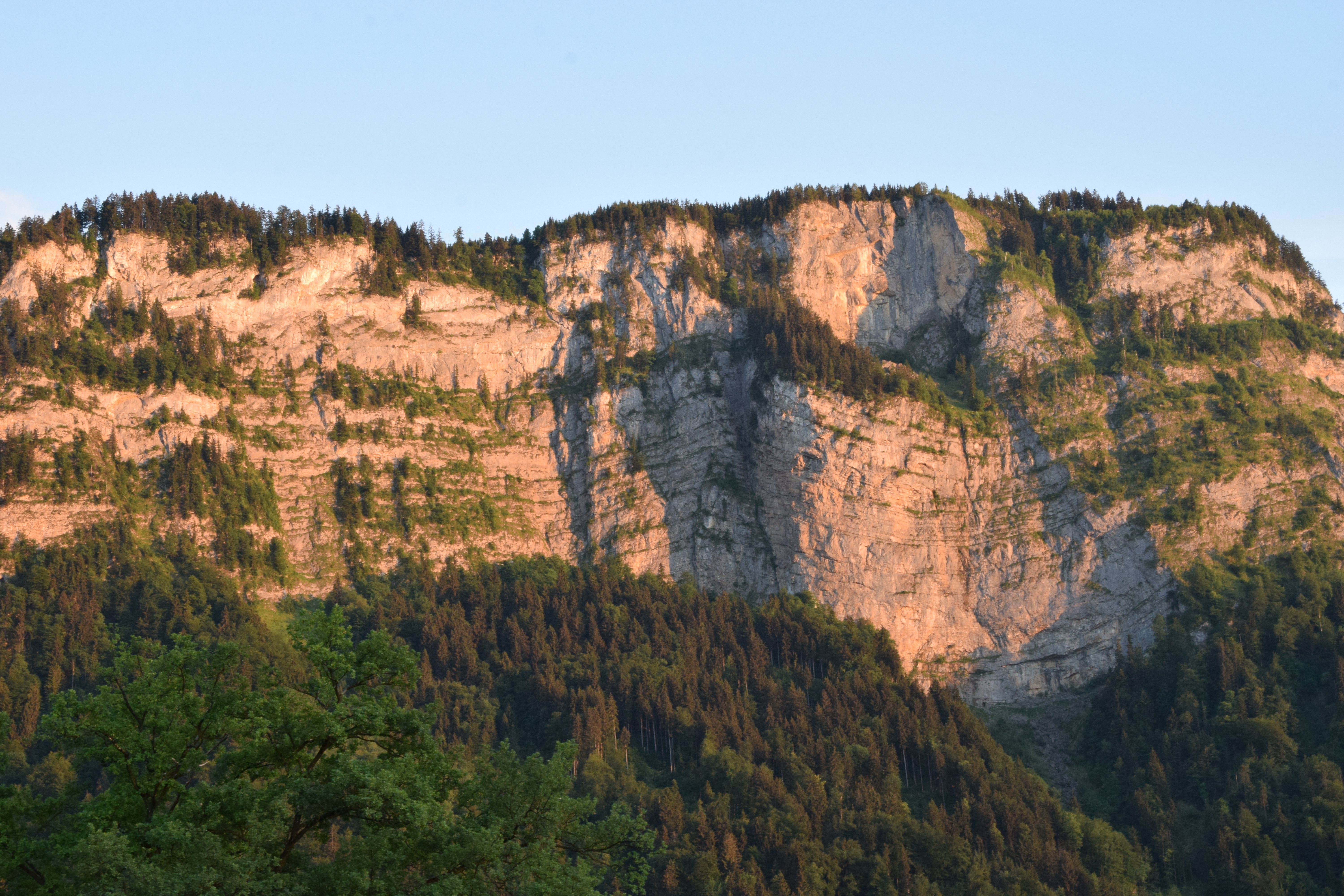
Breitenberg

## Schutzgebiete
Das Gebiet Haslach Breitenberg ist ein geschützter Landschaftsteil. Hier ist es verboten, Bauwerke aller Art zu errichten oder zu ändern, Bodenabbauanlagen einzurichten oder zu betreiben, Abfall und sonstige Materialien abzulagern und Wege zu bauen. Südwestlich davon ist der große Steinbruch Hohenems Unterklien und danach folgt das Schutzgebiet Klien.
Der Strahlkopf in der Nähe von Fluhereck gehört zum Naturschutzgebiet Hohe Kugel – Hoher Freschen – Mellental.